# Basket Livorno
Pallacanestro Don Bosco Livorno, conocido hasta 2009 como Basket Livorno es un club de baloncesto con sede en la ciudad de Livorno, en Toscana, que disputa la Serie C Gold, la cuarta categoría del baloncesto italiano.

## Historia
El Basket Livorno fue fundado en 1947, a la sombra de otros dos equipos de la ciudad, el Libertas Liborno y el Pallacanestro Livorno, hasta la desapatición del Libertas (en la actualidad una fusión de ambos clubes) en 1994.
La familia D'Alesio, ligada al Libertas, cogió las riendas del equipo, y con el nombre de Don Bosco Basket compraron la plaza del Stella Azzurra Roma, y compitieon en 1994 en la Serie B, la tercera categoría del baloncesto italiano. En 1998 el equipo se renombró como Basket Livorno, y accederían a la Serie A en la Temporada 2001-02, acabando en penúltima posición, pero evitando el descenso gracias a la bancarrota del Scaligera Basket Verona.
Los tres primeros años en la máxima categoría libraron el descenso casi en el último partido, para afianzarse posteriormente manteniéndose en la Serie A hasta la temporada 2006-07, cuando descendieron a LegaDue. Dos años más tarde no presentó la solicitud de inscripción en la liga, dando el club por extinguido.
En 2011, el Pallacanestro Don Bosco Livorno, nacido en 1996 como organización satélite del Don Bosco Basket Livorno para la organización y gestión de las categorías inferiores, oficializa la presentación del requerimiento de una wild card para jugar en la Divisione Nazionale A, la tercera categoría del baloncesto transalpino. En la actualidad compite en la Serie C Gold.

## Pabellón

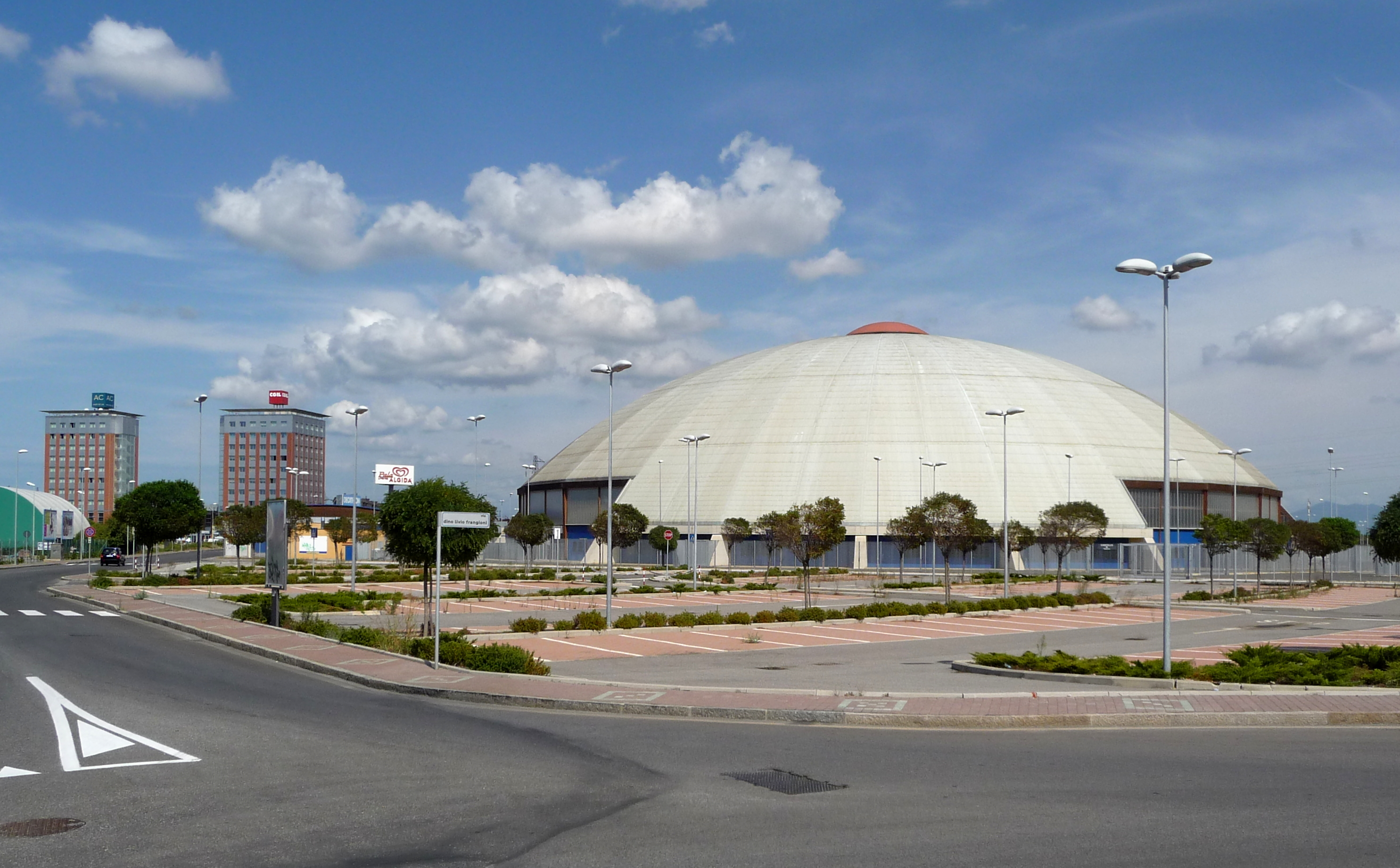
PalaLivorno.

El Basket Livorno históricamente jugaba en el PalaLivorno, con capacidad para 8.033 espectadores. Actualmente, el Pallacanestro Don Bosco disputa sus partidos en el más pequeño PalaMacchia (en italiano), con capacidad para 4.200 espectadores.

## Jugadores destacados
| Años 2000 - Aloysius Anagonye 1 temporada: '04-'05 - Drew Nicholas 1 temporada: '04-'05 - Preston Shumpert 1 temporada: '04-'05 - Charlie Bell 1 temporada: '03-'04 - Tommaso Fantoni 5 temporadas: '02-'07 - Antonio Porta 4 temporadas: '02-'06 - Luca Garri 4 temporadas: '00-'04 - Ken Barlow 2 temporadas: '00-'02 - Tyrone Grant 2 temporadas: '00-'02 | Años 1990 - Myron Brown 1 temporada: '99-'00 - Tellis Frank 1 temporada: '99-'00 - Ivica Marić 1 temporada: '98-'99 - Brad Miller 1 temporada: '98-'99 - Walter Santarossa 7 temporadas: '96-'03 - Samuele Podestà 4 temporadas: '96-'00 - Mario Gigena 3 temporadas: '96-'99 - Silvio Gigena 3 temporadas: '96-'99 - Dante Calabria 1 temporada: '96-'97 - Alessandro Fantozzi 1 temporada: '96-'97 - John Turner 1 temporada: '96-'97 |

## Patrocinadores
Pallacanestro Don Bosco Livorno
- CFG Livorno (2014–presente)

Basket Livorno
- Bini Viaggi Livorno (1996-1999)
- Mabo Livorno (2000-2004)
- Villaggio Solidago Livorno (2004-2005)
- TDShop.it Livorno (2005-2007)